# Neastacilla deducta
Neastacilla deducta là một loài chân đều trong họ Arcturidae. Loài này được Hale miêu tả khoa học năm 1925.